# V8 – Die Rache der Nitros
V8 – Die Rache der Nitros ist ein deutscher Kinderfilm aus dem Jahr 2015. Er ist die Fortsetzung von V8 – Du willst der Beste sein aus dem Jahr 2013. Der Film wurde am 29. Oktober 2015 in den deutschen Kinos veröffentlicht.

## Handlung
Nach dem Sieg des V8-Teams werden deren illegale Rennen verboten, so dass sie nur noch heimlich Rennen austragen können. Auch die Rennfahrerschule „Die Burg“ wird geschlossen. Die Gegner der V8, die Nitros, entführen Robin und fordern die V8 zu einem Rennen heraus. Diese können es gewinnen, Robin befreien und doch noch in „Die Burg“ einziehen.

## Kritiken
Cinema nannte den Film „ein[en] pädagogische[n] Rohrkrepierer für die wilden Kerle von gestern und die Temposünder von morgen“.
TV Spielfilm urteilte, dass der Film mit seinen „illegalen Autorennen für Kids“ „jugendgefährdend“ sei. Es handele sich um „hirnverbrannte Raserei ohne Sinn und Verstand“.
Der Nachfolger von „‚V8 – Du willst der Beste sein‘ sorgt mit seinen abstrusen Rollenbildern und der aufgesetzten Anti-Political-Correctness für Verstimmung“. Der Film sei „für die wilden Kerle von gestern“. Fazit: „B-Movie für Kinder“.